# Glenea florensis
Glenea florensis är en skalbaggsart som beskrevs av Conrad Ritsema 1892. Glenea florensis ingår i släktet Glenea och familjen långhorningar. Inga underarter finns listade i Catalogue of Life.